# 니시다케촌
니시다케촌(西岳村)은 일본 미야자키현 기타모로카타군에 설치되었던 촌이다. 현재의 미야코노조시의 일부에 해당한다.